# Pseudozethus spinosus
Pseudozethus spinosus är en stekelart som först beskrevs av Henri Saussure.  Pseudozethus spinosus ingår i släktet Pseudozethus och familjen Eumenidae. Inga underarter finns listade i Catalogue of Life.